# 氧化铥
氧化铥是一种无机化合物，化学式为Tm2O3。

## 性质
灰白色有热色性粉末，加热后变为有光泽的红色，长时间加热则转变为黄白色。不溶于水，但能缓慢溶于强酸之中。

## 制备
以褐钇铌矿为原料，经过一系列的萃取等步骤制得富铥、镱溶液，经草酸沉淀分离、过滤、灼烧，制得氧化铥。
{\displaystyle {\rm {\ Tm_{2}(C_{2}O_{4})_{3}\rightarrow Tm_{2}O_{3}+3CO_{2}+3CO}}}

## 用途
用于携带式X射线透射装置的制造，也用作核反应堆控制材料。